# سیارک ۷۹۱۲
سیارک ۷۹۱۲ (به انگلیسی: 7912 Lapovok، نامگذاری:1978PO3) هفت هزار و نهصد و دوازدهمین سیارک کشف شده‌است که در ۸ اوت ۱۹۷۸ کشف شد.
قدر مطلق سیارک برابر ۱۴٫۱۰ است.